# Mark-Paul Gosselaar
Mark Paul Harry Gosselaar (Los Angeles, 1º marzo 1974) è un attore statunitense, noto soprattutto per aver interpretato il ruolo di Zack Morris nella serie televisiva Bayside School e il detective John Clark in NYPD Blue.

## Vita privata
Di padre olandese e madre indonesiana, nonché appassionato di sport, fra cui l'automobilismo e il ciclismo, che pratica anche a livello agonistico, il 26 agosto 1996 si è sposato alle Hawaii con l'attrice Lisa Ann Russell, da cui ha divorziato nel giugno 2010. Ha un figlio, Michael Charles, nato nel 2004, e una figlia, Ava Loreen, nata nel 2006. Nel 2012 sposa Catriona McGinn, dalla quale ha altri due figli, Dekker Edward, nato nell'ottobre del 2013, e Lachlyn Hope, nata nel febbraio 2015. Risiede a Castaic, in California.

## Filmografia

### Cinema
- Un'avventura molto pericolosa (White Wolves: A Cry in the Wild II), regia di Catherine Cyran (1993)
- Miracolo al college (The St. Tammany Miracle), regia di Joy N. Houck Jr. e Jim McCullough Sr. (1994)
- Twisted Love, regia di Eb Lottimer (1995)
- Primo esemplare (Specimen), regia di John Bradshaw (1996)
- Scacco all'organizzazione (Kounterfeit), regia di John Mallory Asher (1996)
- Dead Man on Campus, regia di Alan Cohn (1998)
- Bus 657 (Heist), regia di Scott Mann (2015)
- Resa dei conti - Precious Cargo (Precious Cargo), regia di Max Adams (2016)
- Kid 90, regia di Soleil Moon Frye – documentario (2021)

### Televisione
- Ai confini della realtà (The Twilight Zone) – serie TV, episodio 2x26 (1986)
- Autostop per il cielo (Highway to Heaven) – serie TV, episodio 2x21 (1986)
- Good Morning, Miss Bliss – serie TV, 13 episodi (1987)
- Bayside School (Saved by the Bell) – serie TV, 86 episodi (1989-1993)
- Bayside School - Avventura hawaiana (Saved by the Bell: Hawaiian Style), regia di Don Barnhart – film TV (1992)
- Bayside School - Un anno dopo (Saved by the Bell: The College Years) – serie TV, 19 episodi (1993-1994)
- Bayside School - Matrimonio a Las Vegas (Saved by the Bell: Wedding in Las Vegas), regia di Jeff Melman – film TV (1994)
- Per amore di Nancy (For the Love of Nancy), regia di Paul Schneider – film TV (1994)
- Prove mortali (Dying to Belong), regia di William A. Graham – film TV (1997)
- She Cried No, regia di Bethany Rooney – film TV (1996)
- Brothers of the Frontier, regia di Mark Sonel – film TV (1996)
- Hyperion Bay – serie TV, 17 episodi (1998-1999)
- D.C. – serie TV, 7 episodi (2000)
- NYPD - New York Police Department (NYPD Blue) – serie TV, 87 episodi (2001-2005)
- Law & Order - Unità vittime speciali (Law & Order: Special Victims Unit) – serie TV, episodio 3x07 (2001)
- Beer Money, regia di Joshua Butler (2001)
- The Princess & the Marine, regia di Mike Robe – film TV (2001)
- Twister 2 (Atomic Twister), regia di Bill Corcoran (2002)
- Alikes, regia di Ron McGee – film TV (2002)
- Over There – serie TV, episodi 1x05-1x06 (2005)
- Una donna alla Casa Bianca (Commander in Chief) – serie TV, 10 episodi (2005-2006)
- Il mistero della porta accanto (The House Next Door), regia di Jeff Woolnough – film TV (2006)
- John from Cincinnati – serie TV, episodi 1x07-1x09-1x10 (2007)
- Avvocati a New York (Raising the Bar) – serie TV, 25 episodi (2008-2009)
- Law Dogs, regia di Adam Bernstein – film TV (2007)
- Weeds – serie TV, episodio 6x08 (2010)
- Rizzoli & Isles – serie TV, episodio 1x05 (2010)
- 12 volte Natale (12 Dates of Christmas), regia di James Hayman – film TV (2011)
- Franklin & Bash – serie TV, 40 episodi (2011-2014)
- Non fidarti della str**** dell'interno 23 (Don't Trust the B---- in Apartment 23) – serie TV, episodio 2x01 (2012)
- CSI - Scena del crimine (CSI: Crime Scene Investigation) – serie TV, 4 episodi (2014-2015)
- Truth Be Told – serie TV, 10 episodi (2015)
- Pitch – serie TV, 10 episodi (2016)
- Nobodies – serie TV, 12 episodi (2018)
- The Passage – serie TV, 10 episodi (2019)
- Mixed-ish – serie TV, 36 episodi (2019-2021)
- Bayside School (Saved by the Bell) – serie TV, 7 episodi (2020-2021)
- Barry – serie TV, episodio 3x03 (2022)
- Will Trent – serie TV, 4 episodi (2023)
- Found – serie TV, 35 episodi (2023-2025)

## Doppiatori italiani
Nelle versioni in italiano delle opere in cui ha recitato, Mark-Paul Gosselaar è stato doppiato da:
- Fabrizio Manfredi in Bayside School, Bayside School - Avventura hawaiana, Bayside School - Un anno dopo, Bayside School - Matrimonio a Las Vegas
- Giorgio Borghetti in Franklin & Bash, Bus 657, Will Trent
- Gianfranco Miranda in CSI - Scena del crimine, The Passage
- Riccardo Niseem Onorato in NYPD - New York Police Department
- Stefano Crescentini in Avvocati a New York, Found
- Simone D'Andrea in Una donna alla Casa Bianca
- Francesco Bulckaen in Hyperion Bay
- Massimo Bitossi in Pitch